# Kurt Scheller
Kurt Scheller (* 22. März 1932 in der Schweiz; † 10. November 2003) war ein Schweizer Fussballspieler.

## Karriere
Kurt Scheller kam 1944 als C-Junior zum FC Winterthur.
Ab der Saison 1949/50 wechselte er dann in die 1. Mannschaft und schoss gleich im ersten Spiel gegen den FC Kreuzlingen einen Hattrick. Der FCW stieg schliesslich nach elf Jahren als ungeschlagener 1.-Liga-Schweizer-Meister wieder in die Nationalliga B auf. Ab der Saison 1950/51 bildete Scheller zusammen mit den Brüdern Aldo und Toni Pastega während zweier Saisons die Sturmspitze. Nach dem Abgang von Toni Pastega 1952 war Kurt Berger der neue Sturmpartner Schellers. 1953/54 wurde Kurt Scheller mit 17 Toren Torschützenkönig der Nationalliga B.
Danach wechselte er zu den BSC Young Boys (YB) in die Nationalliga A. 1955 war er der zweitbeste Torschütze der Nationalliga A, 1956 stand er mit YB im Cupfinal und 1957 wurde er schliesslich mit den Bernern Schweizer Meister. Am 11. April 1956 wurde Kurt Scheller in der 56. Minute bei einem Freundschaftsspiel gegen Brasilien für seinen einzigen Nationalmannschaftseinsatz eingewechselt.
Nach dem Meistertitel wechselte er zu den Grasshoppers Zürich, bei denen er zwei Saisons spielte. 1959/60 spielte er zum Abschluss seiner Karriere nochmals eine Saison für den FC Winterthur, der inzwischen in die Nationalliga A aufgestiegen war.
Im August 1990 war Scheller kurze Zeit ad interim Trainer der 1. Mannschaft des FC Winterthur. Scheller verstarb am 10. November 2003 und fand seine letzte Ruhestätte auf dem Friedhof Rosenberg in Winterthur.